# Dufouria occlusa
Dufouria occlusa är en tvåvingeart som först beskrevs av Robineau-desvoidy 1863.  Dufouria occlusa ingår i släktet Dufouria och familjen parasitflugor. Inga underarter finns listade i Catalogue of Life.